# Jean-Baptiste Descamps

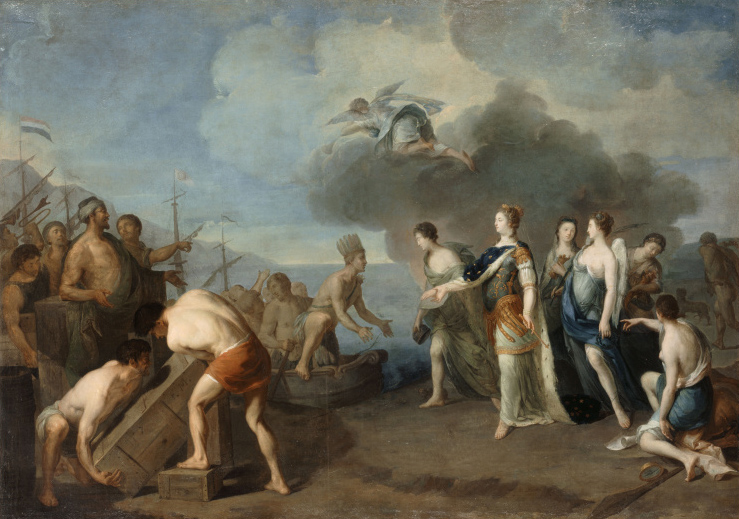
Al·legoria del descobriment d'Amèrica, pintura atribuïda a Jean-Baptiste Descamps.

Jean-Baptiste Descamps (Dunkerque, França, 28 d'agost de 1714, 30 de juny de 1791) va ser un pintor i escriptor francès.

## Biografia
Descamps va néixer a Dunkerque, però va viure principalment a París, fins que una circumstància accidental el va portar a Rouen el 1740. En el seu camí cap a Anglaterra, va fer amistat amb Le Cornier of Cideville, l'amic de Voltaire, qui va convèncer el jove artista per fixar-hi la seva futura residència. Un cop instal·lat, va fundar, seguint les línies bàsiques dels filòsofs de la Il·lustració, una escola d'art amb matrícula gratuïta, que tindria tenir un paper clau en el desenvolupament de l'art pictòric de Normandia. Descamps va escriure una memòria sobre aquesta escola amb què va guanyar un premi de l'Acadèmia Francesa.

## Obres publicades
- La Vie des Peintres Flamands (1753)
- Le Voyage Pittoresque (1769)

A través d'aquestes obres que va renovar l'interès en els Primitius flamencs, especialment Hans Memling i Jan van Eyck. També van tenir l'efecte advers de ser utilitzat per l'Exèrcit Revolucionari Francès, qui després de la seva invasió de Flandes el 1790, va seleccionar les millors pintures per al seu transport al Musée Central des Arts, del Louvre, a París.